# Tom Vodanovich
Thomas James Vodanovich, detto Tom (Wellington, 28 luglio 1994), è un cestista neozelandese.